# Seznam španskih astronomov
Seznam španskih astronomov.

## A
- Aflah
- Al-Bitrudži
- Al-Majriti
- Al-Zarkali

## B
- Juan Antonio Belmonte Avilés (arheoastronom)

## C
- Josep Comas i Solà (1868 – 1937)

## H
- Abraham Hija

## K
- Amr-al-Karmani

## L
- Antonio López
- Álvaro López-García

## N
- Jaime Nomen

## O
- José Luis Ortiz Moreno

## P
- Rafael Pacheco

## U
- Antonio de Ulloa (1716 – 1795)